# Berghia
Berghia is een geslacht van weekdieren uit de klasse van de Gastropoda (slakken).

## Soorten
- Berghia agari (Smallwood, 1910)
- Berghia amakusana (Baba, 1937)
- Berghia benteva (Er. Marcus, 1958)
- Berghia coerulescens (Laurillard, 1832)
- Berghia columbina (Garcia-Gomez & Thompson, 1990)
- Berghia creutzbergi Er. Marcus & Ev. Marcus, 1970
- Berghia dakariensis (Pruvot-Fol, 1953)
- Berghia ghanensis Edmunds, 2015
- Berghia marcusi Dominguez, Troncoso & García, 2008
- Berghia marinae Carmona, Pola, Gosliner & Cervera, 2014
- Berghia norvegica Odhner, 1939
- Berghia rissodominguezi Muniain & Ortea, 1999
- Berghia stephanieae (Valdés, 2005)
- Berghia verrucicornis (A. Costa, 1867)